# Pietro Antonio Sanseverino
Pietro Antonio Sanseverino o Pietrantonio (1500 circa – Parigi, 8 aprile 1559) è stato un nobile italiano.
Faceva parte della nobile famiglia dei Sanseverino, figlio di Bernardino e di Eleonora Todeschini Piccolomini, figlia del duca d’Amalfi.

## Biografia
Pietrantonio ereditò la fortuna del padre, dopo la morte dei suoi fratelli, dal 1516. I suoi terreni si estendevano dalle coste del Tirreno, allo Ionio, passando per la Basilicata e la Calabria. La sua eredità consisteva anche di privilegi e immunità famigliari che gli garantivano l'esenzione fiscale da determinate tasse, e grazie a molte fonti di reddito feudale (come la fiera di Senise o la vendita della seta calabrese), si confermava come uno dei principi più importanti nel Regno di Napoli e della Calabria Citeriore. A Napoli fece costruire, nel 1548, una villa a Chiaia, oltre al proprio palazzo che già possedeva accanto a quello di famiglia. Era un bravo amministratore dei suoi beni e assiduo alle visite nelle proprie terre, soprattutto a Cassano. Talvolta era però costretto all'ipoteca o ad indebitarsi per guadagnarsi «l'assenso regio».
Metteva attenzione nell'applicazione degli editti regi, rispettandoli, creandosi anche una certa benevolenza agli occhi della corte reale; prese a carico l'educazione e la formazione di Luigi Tansillo. La dedizione al re gli fece guadagnare il titolo di Cavaliere del Toson d'Oro, ricevuto direttamente da Carlo V d'Asburgo a Barcellona, nel 1519, e fu l'unico napoletano.
Ebbe tre matrimoni: con Giovanna Requesens nel 1511, figlia di Galcerando, Conte di Trivento e di dona Beatriz Manrique de Lara; con Giulia Orsini nel 1521, figlia del signore di Bracciano, Gian Giordano Orsini, da cui ebbe Eleonora "Dianora", poetessa, che sposò Ferdinando de Alarcón y Mendoza, e Felicia, moglie di Antonio Orsini, V duca di Gravina. Nel 1539 sposò Erina (anche Irene) Castriota Scanderbeg, da cui ereditò i possedimenti del padre Ferdinando (anche Ferrante), il Ducato di San Pietro in Galatina, la Contea di Soleto  con i casali Aradeo, Bagnolo, Torrepaduli e la Signoria di Salignano, Gagliano del Capo e Arigliano; da lei ebbe Nicolò Berardino Sanseverino (nato nel 1541 a Morano), che per primogenitura maschile divenne unico erede, e Vittoria, in dote a Ferdinando di Capua, duca di Termoli.
Nel 1540 venne accusato di aver avvelenato la sorella e di aver ucciso la moglie Giulia poiché assentatosi durante la riunione del Toson d'Oro, ma Carlo V, temporeggiando in attesa di prove, lo assolse personalmente dalle accuse sul presunto avvelenamento nel 1545 (a Utrecht), invece lo perdonò per l'uccisione della moglie Orsini, poiché nota «donna di condotta indegna», per cui si trattava di lecita vendetta.
Sanseverino si schierò a fianco di Pietro di Toledo, viceré di Napoli, nel periodo delle proteste contro l'Inquisizione spagnola, confermando la sua dedizione al re, nonostante il principe di Salerno, Ferrante Sanseverino si fosse schierato contro. Nel 1552 fece parte del consiglio che votò a favore della sanzione a Ferrante Sanseverino, e della confisca regia.
Morì di idropisia, l’8 aprile 1559 a Parigi, dove si era recato dopo aver tentato di cure termali nelle Fiandre.